# Otto Lob

Otto Lob

Otto Alexander Victor Lob (* 24. Dezember 1834 in Lindlar; † 11. September 1908 in Neckargemünd) war ein deutsch-amerikanischer Dirigent, Komponist und Lehrer. Er war ein sehr erfolgreicher Chorleiter in Chicago, ist im deutschsprachigen Raum aber vor allem für seine Melodien zu vielen Volks- und Studentenliedern bekannt.

## Leben
Otto Lob war das achte von zehn Kindern von Jakob Lob und Helene geb. Ewers. Er absolvierte die Dorfschule in Lindlar mit so guten Leistungen, dass ihn sein Vater auf die Präparandenanstalt und das Lehrerseminar in Kempen schickte. Auch hier schloss er mit guten Leistungen ab und wurde 1854 Lehrer in Brück. Seine Eltern waren bereits 1845 nach Köln gezogen und auf ihren Wunsch wurde Otto ab 1858 Lehrer an der Volksschule der Dompfarre zu Köln.
Er erhielt abgesehen von seiner Lehrerausbildung keine musikalische Ausbildung. Trotzdem begann Lob kleinere Liederkreise zu leiten und wurde unter Kölner Karnevalisten bekannt als Dichter und Komponist von Karnevalsliedern. Auch darüber hinaus versuchte er sich als Dichter.
Nachdem 1855 sein Vater starb, reifte in Otto Lob der Plan auszuwandern. Bestärkt wurde er durch seinen Vetter Ludwig Court, der bereits 1850 nach Amerika gegangen war und dort ein erfolgreiches kaufmännisches Geschäft gegründet hatte. Als Lobs Entschluss feststand veranstaltete man zu seinem Abschied ein Festessen im Wiener Hof, bei dem auch der Kölner Männer-Gesangsverein anwesend war.
Im Januar 1864 siedelte Lob mit seinen jüngeren Geschwistern Emil und Maria nach Chicago in die Vereinigten Staaten über. Er konnte dort leicht Fuß fassen, da das Courtsche Haus ein Zentrum des sozialen Lebens der deutschen Einwanderer war und sein Cousin bereits in musikalischen Kreisen für ihn geworben hatte. Noch im selben Jahr dirigierte Lob einen Chor als Unterstützung für eine Spendensammlung zugunsten der Verwundeten des Deutsch-Dänischer Kriegs.
Seine Schwester Maria heiratete 1869, den aus Hamburg stammenden Eisenwarenhändler und späteren Stadtrat von Chicago Friedrich Sommer und machte sich durch ihr vielseitiges soziales Engagement einen Namen.
Am Ende des Amerikanischen Bürgerkriegs wurde der Präsident Abraham Lincoln von einem Südstaatler erschossen. Der Leichnam wurde mit dem Zug in seine Heimatstadt Springfield (Illinois) überführt. In größeren Städten wie New York und Chicago wurde Lincoln aufgebahrt. Die deutschen Einwanderer hatten mehrheitlich die Politik Lincolns unterstützt und deshalb das Bedürfnis, ihrer Anteilnahme und Trauer Ausdruck zu verleihen. Otto Lob rief in einem Inserat der deutschsprachigen Illinois Staats-Zeitung die deutschen Sänger deshalb dazu auf, einen großen Volkschor zu bilden. Wenige Tage später sang der Chor am aufgebahrten Leichnam verschiedene Trauergesänge, teilweise von Lob selbst verfasst und komponiert.
»Als nun die Leiche Lincolns nach Chicago gebracht werden sollte, wollte man daselbst, ähnlich wie in New York, wo deutsche Sänger so erhebend mitwirkten, die Feier durch Chorgesang weihevoll gestalten. […] Es gelang mir, in zwei Tagen einen großen Volkschor zusammen zu bringen, welcher allseitige Anerkennung fand. Es war der erste große Massenchor, welcher je in Chicago gesungen hatte, und bei den Deutschen erwachte dadurch die angeborene Freude am Gesang und der damit verbundenen Geselligkeit.«
- Otto Lob
Der Auftritt machte Lob auf einen Schlag bekannt und aus dem spontanen Volkschor entstand der Germania Männerchor. Später gründete und dirigierte Lob noch den Concordia Männerchor, den Concordia Damenchor und den Gesangsverein Orpheus. Wie zur Aufbahrung Lincolns komponierte und veröffentlichte er auch Stücke und reiste mit Chor durch Amerika. Viele der veröffentlichten Gesangsstücke wurden mit deutschem und englischem Text gedruckt. Er arbeitete außerdem als Gesangslehrer und war Mitarbeiter mehrerer deutschsprachiger Zeitungen.
Beim Großen Brand von Chicago 1871 verlor Lob sein ganzes Hab und Gut, darunter einen kostbaren Flügel im damaligen Wert von 10.000 Mark und seine gesamten Versicherungspapiere. Er half beim Wiederaufbau der Stadt mit und warb im ganzen Land und auch in der deutschen Heimat um Spenden für seine Chöre. Zur Weltausstellung 1873 wurde Otto Lob als offizieller Repräsentant des Staates Illinois nach Wien gesandt. Er nutzte die Gelegenheit und besuchte auch Lindlar und Köln. Bevor er die Rückreise nach Amerika antrat, schreibt er seinem Bruder Edmund, wie sehr ihm der Besuch sein Heimweh bewusst gemacht habe und dass er hoffe, in einigen Jahren zurückzukommen.
Otto Lob war auch Organist und Chorleiter in der jüdischen Gemeinde des Zion Tempels in Chicago. Im Jahr 1876 gab er das Gesangbuch Israelitische Tempel-Gesänge heraus. Das Werk wurde 1887 ein zweites Mal aufgelegt und viele der Gesänge in andere jüdische Liederbücher übernommen.
Ein Bankkrach brachte Lob 1878 abermals um sein Vermögen. Im Jahr 1884 wurde er amerikanischer Staatsbürger, kehrte aber kurz darauf nach Deutschland zurück und setzte sich in Heidelberg zur Ruhe.
In Heidelberg vertonte Lob viele Gedichte von Rhein und Mosel und schuf so viele Volkslieder. Der Verlag des Allgemeinen Deutschen Kommersbuches veranstaltete 1886 ein Preisausschreiben und suchte unter anderem für Dr. Otto Kamps Gedicht O wonnevolle Jugendzeit und vier andere Gedichte eine Melodie. Unter 900 Einsendungen (für alle fünf Werke) wurde Lobs Vertonung für die Filia hospitalis ausgewählt und macht ihn nun auch in Deutschland berühmt.
Im Gegensatz zu Amerika verbrachte Lob in Heidelberg ein ruhiges Leben. Er hatte Kontakt zu den Heidelberger Studenten, zu dem Redakteur des ADK Eduard Heyck und zu Aennchen Schumacher, die selbst ein Kommersbuch herausgab.
Einmal im Jahr fuhr Lob ins südpfälzische Schönau zur Sommerfrische. Alles in allem lebte er aber sehr zurückgezogen.

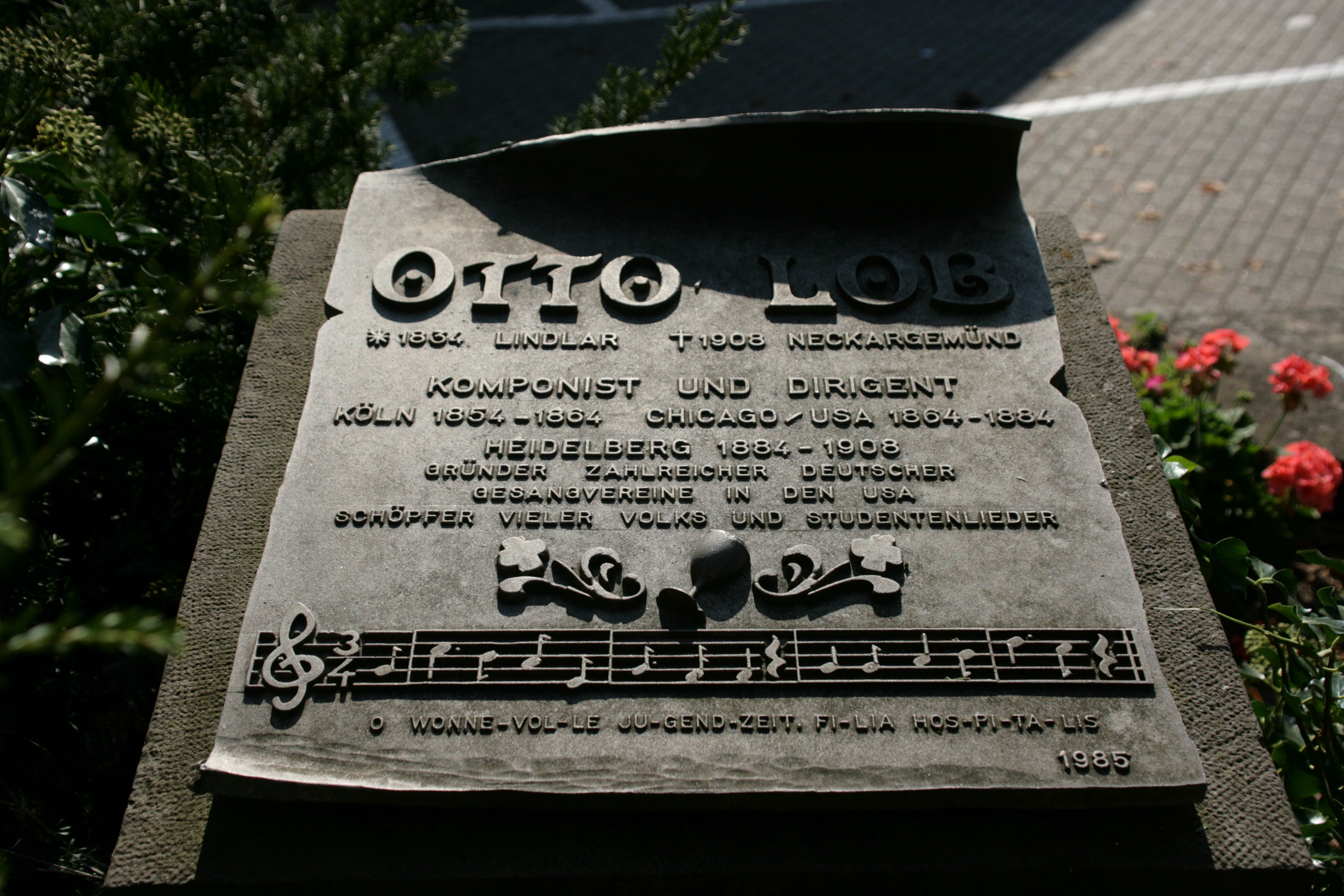
Otto-Lob-Denkmal an der Pollerhofstraße in Lindlar

Der Schriftsteller Josef Buchhorn, dessen Gedicht Student sein, wenn die Veilchen blühen Lob vertonte, schreibt:
»Als ich ihm daraufhin von meiner Absicht Kunde gab, ihm zu diesem Festtage [Anm.: Lobs Geburtstag] einen Gedenkartikel zu widmen, wehrte er mit beiden Händen ab: "Lassen sie mich nur, wie bisher, meinen stillen, einsamen Weg gehen, ohne tiefere Spuren zu hinterlassen; und wenn mir einige fröhliche Lieder gelungen sind, die mich vielleicht überleben, dann will ich zufrieden schlafen gehen, denn ich habe nicht umsonst gelebt."«
- Josef Buchhorn
Nach 24 Jahren in Heidelberg erleidet Otto Lob, sonst bei guter Gesundheit, einen Schlaganfall und wird in ein Sanatorium nach Neckargemünd gebracht, wo er ein halbes Jahr später am 11. September 1908 stirbt.
Am 13. September 1908 wurde er auf dem Heidelberger Bergfriedhof beigesetzt.
In seinem Geburtsort Lindlar wurde 1985 eine Gedenktafel errichtet.

## Werk
Lob komponierte in Amerika über 80 Werke hauptsächlich Gesangsstücke für Chöre – sowohl weltliche als auch geistliche – aber auch einige Klavierstücke.
In Deutschland kamen über 100 Lieder dazu. Neben Heimat- und Volksliedern vertonte Lob viele Studentenlieder.
Seine Nichte Hildegard Lob gab 1912 mit Hilfe von Aennchen Schumacher die von Otto Lob vertonten Studentenlieder in einem Klavierband mit Text und Singstimme unter dem Titel Deutsche Studentenlieder von Otto Lob heraus. Das Werk umfasst 41 Lieder.

### Studentenlieder
(Quelle: )
- Als noch Arkadiens goldne Tage
- Auf leichten Füßen kommt gegangen
- An zehn Jahr hab ich nun studiert
- Beim Rosenwirt am Grabentor
- Clausthal-Zellerfeld, du feine
- Des Abends, wenn das Tagewerk
- Die Gläser laßt klingen in tönenden Rhei’n
- Du hast mit deiner schlichten Weise
- Durchglüht von hellen Feuern
- Ein Hoch dem deutschen Studio
- Ein weites Herz voll Liebeslust
- Es waren drei lust'ge gesellen
- Freunde, trinkt in vollen Zügen
- Hallo, Herr Wirt, noch einen Krug
- Heidelberg, du Jugendbronnen
- Heil dem Geschlecht, das die Götter erhoben
- Heimatland, du Jugendbronnen
- Im goldnen Sonnenschimmer, in mondesheller Nacht
- In jedem vollen Glase Wein
- Kein Baum gehört mir von deinen Wäldern
- Kennt ihr den Rhein bei Assmannshausen
- Liebe Stadt im Lindenkranze
- Mein München, du vieltraute Stadt
- Nun frisch auf den Tisch
- Nun laß dein braunes Röckelein
- O wonnevolle Jugendzeit
- Petriander sprach zur Nacht
- Rabenhorst im finstern Walde
- Sie hat ihr Herz in Treuen
- Stoßt an, im Saft der Reben
- Student sein, wenn die Veilchen blühen
- Viel volle Becher klangen
- Wenn du an Pult und Tische
- Wenn wir froh beim Weine sitzen
- Wo zwischen grünen Bergen
- Zieht der Bursch die Straß entlang